# Giuliano da Sangallo
Giuliano da Sangallo, italijanski kipar, arhitekt in vojaški inženir, * 1443, Firence, † 1516.
Aktiven je bil v času italijanske renesanse. Znan je predvsem po tem, da je bil favorizirani arhitekt svojega pokrovitelja Lorenza Medičejskega. V tej vlogi je Giuliano zasnoval vilo za Lorenza, pa tudi samostan za avguštince in cerkev, kjer naj bi se zgodil čudež. Poleg tega je Giulianu naročil gradnjo več struktur za papeža Julija II. in papeža Leona X.. Leon Battista Alberti in Filippo Brunelleschi sta močno vplivala na Sangalla, po drugi strani pa je on  vplival na pomembne renesančne osebnosti, kot so Rafaela,  Leonarda da Vincija, njegov brat Antonio da Sangallo starejši in njegova sinova Antonio da Sangallo mlajši in Francesco da Sangallo.

## Zgodnje življenje
Giuliano da Sangallo (rojen Giuliano Giamberti) se je rodil ok. 1445 v Firencah. Njegov oče Francesco Giamberti je bil lesar in arhitekt, ki je tesno sodeloval s Cosimom Medičejskim Starejšim. To se je Giulianu in njegovemu bratu Antoniju pozneje v življenju izkazalo v korist, saj sta jim pomagala razviti tesne delovne odnose in prijateljstvo s Cosimovim vnukom Lorenzo Medičejskim. Kot otrok je Giuliano postal mizarski vajenec. Kot vajenec je na svoje znanje lesarstva, gradbeništva in kiparstva opozoril Lorenza Medičejskega. Poleg tega, da je delal kot mizarski vajenec, je imel Giuliano priložnost preučevati dela antičnih arhitektov, pa tudi njegovih neposrednih predhodnikov, kot sta Leon Battista Alberti in Filippo Brunelleschi.  S tem je lahko razvil svoje ustvarjalno oko, se naučil klasičnega oblikovanja in razvil tisto, kar je postalo vseživljenjski poslovni odnos z Lorenzom Medičejskim. Giulianova prva večje, neodvisno naročilo je prišlo od družine Medici in ni pokazalo le njegove arhitekturne sposobnosti, temveč tudi znanje obrambnih utrdb. Lorenzo Veličastni je Giuliana pozval, naj zgradi vojaške utrdbe in upravlja z artilerijo v mestu Castellina pred invazijo, ki jo je vodil vojvoda Kalabrijski. V tej vlogi je Giuliano uspešno zavrnil kalabrijske sile in pokazal svoj naravni talent za vojaško gradnjo in strategijo.

## Glavna dela

### Medičejska vila pri Poggio a Caiano
Za zmago v Kalabriji si je pri Lorenzu Medičejskem zagotovil zaupanje, da je še naprej sodeloval z njim. Posledično mu je Lorenzo naročil, naj oblikuje vilo v mestu Poggio a Caiano, potem ko je izvedel natečaj za določitev najboljše zasnove. Gradnja vile se je začela leta 1485 in je v celotnem Lorenzovem življenju ostala večinoma nedokončana. Njegov sin Giovanni je nadzoroval njeno dokončanje, potem ko je bil izvoljen za papeža Leona X. Giulianovo oblikovanje je vsebovalo klasične oblikovalske elemente, vključno z jonskimi stebri in fasado v antičnem templju. Medičejska vila v mestu Poggia a Caiano je eden najstarejših primerov podeželskih vil v renesančnem slogu in je bila navdih za številne bodoče arhitekte te dobe.

### Santa Maria delle Carceri
Leta 1484 je otrok iz mesta Prato trdil, da je videl podobo Device Marije in otroka Jezusa, ki je oživel na strani javne ječe. Santa Maria delle Carceri je bila naročena, potem ko so meščani to razglasili za čudež in se odločili, da je treba na mestu vizije zgraditi cerkev v spomin na to. Za ta projekt je Lorenzo Medičejski znova najel svojega najljubšega arhitekta Giuliana. Njegovi modeli so se močno opirali na njegovo študijo dela Albertija in Brunelleschija. Natančneje, Sangallo je uporabil tloris grškega križa. To je klasična zasnova postavitve, ki ima štiri enako dolge krake, ki se raztezajo od centralne ladje in v renesansi pred tem ni bila veliko uporabljena. Cerkev so začeli graditi leta 1486, vendar je fasada še danes nedokončana. 

### Kraljeva palača v Neaplju
Leta 1488 je Lorenzo Medičejski, potem ko so bili postavljeni prvotni načrti za vilo v Poggia a Caiano, naročil Giulianu, naj zgradi grad za neapeljskega kralja Ferranteja Aragonskega. Gradnja gradu je bila del večjega političnega načrta, s katerim so se ukvarjali voditelji različnih mestnih držav renesančne Italije. Ko se mestne države niso medsebojno borile, so si pošiljali darila, pa tudi slikarje, kiparje in arhitekte kot diplomatski prikaz dobre vere. Poleg tega je družina Medici s pošiljanjem Giuliana v Neapelj poskušala izvoziti florentinsko kulturo in arhitekturo čez italijanski polotok. Giuliano je hotel graditi grad v bližini odprte krajine Castel Nuovo. Žal grad ni bil nikoli zgrajen, vendar njegove skice načrta še vedno ostajajo. V zasnovi palače so bili elementi, podobni tistim iz prvega Giulianovega večjega naročila, Medičejske vile. Podobni elementi med vilo in gradom v Neaplju so dvignjena ploščad, na kateri so bile zgrajene strukture, dve stopnišči, ki vodita do glavnega vhoda, in portik med obema stopniščema. Poleg tega sta bili obe strukturi zgrajeni na pravokotni, simetrični osi. Ko je Giuliano končal službo za kralja, so ga z darili, vključno z denarjem, slikami in skulpturami, poslali nazaj v Firence. Giuliano je veliko teh daril podaril Lorenzu Medičejskemu v znak zahvale, ker je bil njegov pokrovitelj.
Medtem ko je Sangallo načrtoval palačo za neapeljskega kralja, je kraljev sin, vojvoda Kalabrijski, Lorenzu Medičejskemu pisal, da prosi tudi za zasnovo palače. V odgovor na to pismo je Lorenzo poslal drugega Giuliana, Giuliana da Maiana, da oblikuje njegovo palačo. Giorgio Vasari, renesančni pisec, ki je v Življenju najboljših slikarjev, kiparjev in arhitektov napisal biografije mnogih renesančnih umetnikov, palačo vojvode Kalabrijskega napačno pripisuje Giulianu da Sangallu. Tudi po navedbah Vasarija je škof Ostije, pozneje znan kot papež Julij II., po delu v Neaplju najel Giuliana, da je ponovno utrdil njegov grad v Ostiji. Res je, da je Sangallo delal pri tem projektu, vendar je to storil skupaj z drugim arhitektom, Bacciom Pontellijem. Poleg tega je bila po grajskih napisih prenova končana leta 1484, preden je Giuliano začel delati za neapeljskega kralja.

### Cerkev San Gallo
Po vrnitvi Giuliana iz Neaplja mu je Lorenzo znova naročil, naj zgradi cerkev za skupino avguštinskih menihov. To naročilo naj bi bilo uporabljeno kot primer javnega pokroviteljstva družine Medici v Firencah. Na podlagi korespondenc v tem času so zgodovinarji sklepali, da se je cerkev začela graditi leta 1488. Cerkev San Gallo je bila posvečena svetniku iz 7. stoletja, sv. Galu Irskemu. Po besedah Giorgia Vasarija je bil Lorenzu tako všeč dizajn, da je Giuliana začel omenjati kot Giuliano da San Gallo. Sčasoma se je ime prijelo in Giuliano je v šali rekel Lorenzu, da bo njegov dejanski priimek Giamberti pozabljen. Lorenzo mu je odgovoril, da mu je vredno začeti novo družinsko linijo z imenom Sangallo. Poleg tega so vrata v firenškem mestnem obzidju, najbližje cerkvi, postala znana kot Porto San Gallo. Med obleganjem Firenc leta 1529 se je florentinska vojska umaknila znotraj obzidja mesta. Ker je bila cerkev zgrajena zunaj obzidja, je bila na žalost uničena.

### Palazzo Gondi
Približno v istem času, ko je Giulianu da Sangallu začel graditi cerkev San Gallo, mu je naročil tudi bogati florentinski trgovec Giuliano Gondi iz stare florentinske bančne družine Gondi. Potem ko je slišal za Sangallovo delo za družino Medici in neapeljskega kralja, je Gondi prosil, naj v Firencah zgradi novo palačo Gondi. Giuliano se je pri tem projektu zanašal na zasnovo drugih velikih palač v mestu, kot sta Palazzo Medici Riccardi in Palazzo Strozzi. Tako kot pri obeh omenjenih palačah, je bila tudi na Palazzo Gondi na vsaki naraščajoči ravni fasade uporabljena drobnejša raven kamna. Na žalost, tako kot številna njegova naročila, tudi ta palača ni bila dokončana v življenju Giuliana ali v času njegovega pokrovitelja Giuliana Gondija. Palača se je obnavljala in širila še skoraj dve stoletji. Zaradi teh prenov zgodovinarji niso mogli dokončno prepoznati prvotnega Sangallovega načrta.

### Palazzo della Rovere
Kmalu po tem, ko je Giuliano zaključil delo na Santa Maria delle Carceri, je njegov zavetnik in dolgoletni prijatelj Lorenzo leta 1492 umrl. Po smrti Lorenza Veličastnega je nastal vakuum moči, ki je Franciji leta 1494 omogočil napad na Firence. Francoska invazija je družino Medici in njihove privržence, vključno z Giulianom, prisilila iz Firenc v izgnanstvo. Dve leti prej je škof iz Ostije Giuliano della Rovere pobegnil iz Italije, potem ko je bil njegov tekmec v cerkvi Rodrigo Borgia leta 1492 izvoljen za papeža kot Aleksander VI.. Z uporabo skupnega izgnanstva in svoje pretekle zgodovine kot pokrovitelj arhitekture je prepričal Sangalla, da je zanj zasnoval palačo v Savoni v Franciji.
Na zasnovo palače so močno vplivale druge škofove posesti, kot sta tista v Vincoliju in trdnjava v Ostiji, ki jo je Sangallo pomagal prenoviti. Giuliana della Rovereja je spodbudilo rivalstvo z bratrancem Rafaellom della Rovere, da je njegova palača v Savoni postala največja, kar jih je mesto videlo. Della Rovere je to dosegel z nakupom nepremičnin, ki so obkrožala družinsko posestvo. Tako kot Albertijeva zasnova  Rucellaijeve palače v Firencah je tudi Sangallo pomiril dejstvo, da je palača sestavljena iz več zgradb, tako da je ustvaril eno veliko, visoko fasado. Tako kot Rucellaijeva palača je tudi Sangallo uporabil koncept zmanjšanja velikosti vsake naraščajoče stopnje fasade, da bi bil videti bolj impozantno z ravni ulice.

### Vojaške zgradbe
Bil je tudi eden najbolj aktivnih vojaških inženirjev svojega časa, ki je v sodelovanju s svojim bratom Antonijem odločilno prispeval k razvoju sodobne fortifikacije, tako da je včasih težko ločiti oblikovalski prispevek vsakega.
Inovativna vloga obeh je bila še posebej pomembna pri opredelitvi fronte bastijona in v obliki samega bastijona, ki je v svojem dolgem delu počasi prehajal od modela krožnega stolpa do poligonalne opore do dejanskega bastijona z vdolbinami, kot je razvidno iz številnih trdnjav in utrdb, številne še vedno obstajajo, namenjene različnim strankam:
- Trdnjava Poggio Imperiale v Poggibonsiju (1488-1511) po naročilu Lorenza Veličastnega [15]
- Trdnjava Sansepolcro (1500) [16]
- Grottaferrata
- Citadela Sarzana
- Utrdba Colle Val d'Elsa
- Medičejska trdnjava v Arezzu, zasnovana leta 1502 z bratom Antoniom.
- Trdnjava v Nettunu iz leta 1501; v projektu te utrdbe, znana kot Forte Sangallo, se je domnevalo, da bi lahko imel vlogo pri projektu, ki pa ga je izvedel Antonio.
- Cittadella Nuova - florentinska trdnjava v Pisi, katere gradnja je bila izvedena pod nadzorom Niccolòja Machiavellija[17]
- Obrambno obzidje Empolija (1466-1507)

Pripisovanje trdnjave Ostia v mestni četrti Rima, ki jo je zapisal Vasari, na splošno velja za zastarelo.

### Korpus risb
Giuliano da Sangallo je bil eden prvih renesančnih arhitektov, od katerega je ohranjena velika zbirka arhitekturnih risb, ki so jo hranili in urejali njegovi dediči.
Grafični korpus sestavlja:
- 21 listov, ki jih hrani Oddelek za risbe in grafike galerije Uffizi in med katerimi so projekti za San Pietro in fasado San Lorenzo.
- Codice Barberiniano Ms. Barberini Lat. 4424 Vatikanske knjižnice. Bogat z risbami kapitelov, baz in detajlov antičnih spomenikov; na naslovni strani prikazuje datum MCCCCLXV, začetek njegovih izkušenj v Rimu.
- Taccuino senese , sienski zvezek, ki ga hrani Knjižnica ustoličencev v Sieni.

## Pozna kariera in smrt
Giulianovo zadnje delo je bilo pomagati pri zasnovi in gradnji nove bazilike svetega Petra. Sangallo je bil pozvan, da oblikuje novo cerkev. Papež Julij II. pa je namesto tega imenoval Donata Bramanteja in gradnja se je začela leta 1506. Po ugledni Giulianovi karieri in tesnem delovnem odnosu s papežem Julijem II. ga je Bramantejevo napredovanje uničilo in iz Rima odšel v Firence. Po smrti Julija II. in poznejši izvolitvi Giovannija de' Medici leta 1513 za papeža Leona X., skupaj z Bramantejevo smrtjo leta 1514, je bil Giuliano iz Firenc poklican v Rim, da bi pomagal pri obnovi bazilike. V tem času pa je bil Giuliano že star več kot sedemdeset let in ni bil dovolj dober, da bi lahko odpotoval nazaj v Rim in nadzoroval tako velik projekt. Zato je papež Leon X. izbral drugega uglednega umetnika Rafaela, ki je prevzel nadzor nad zasnovo nove bazilike.
Giuliano je umrl v Firencah leta 1516.

## Zapuščina
Zapuščina Giuliana je drugačna od drugih arhitektov tiste dobe, ker so mnoga njegova največja dela še nedokončana ali pa sploh ne stojijo več, kot so Santa Maria delle Carceri, Palazzo Gondi in cerkev San Gallo. Namesto tega njegova zapuščina v veliki meri temelji na bolj abstraktnih konceptih. Zapuščina Sangalla ostaja v njegovem zvezku Sienske skice. Ta risba ponuja intimen pogled v Sangalove misli. Vključuje ideje, ki jih je imel za koncepte, od novih oblik topništva do stolničnih kupol do skulptur. Veliko teh modelov so spremljale mere in tehnične podrobnosti. Poleg tega so v sienskem zvezku Taccuino senese  risbe, ki jih je Sangallo naredil za že  obstoječe strukture, ki jih je videl na svojih potovanjih po Italiji in Evropi. Na podlagi tega se zdi, da se je Sangallo zanimal tudi za preučevanje srednjeveške in klasične arhitekture.
Poleg skicirke je bilo ime Sangallo zaradi impresivne kariere Giuliana povezano tudi z visokokakovostno arhitekturo. Potem ko je njegov ugled naraščal, so drugi arhitekti tistega časa Sangalla sprejeli kot ime, ki se je želelo povezati z Giulianovo spretnostjo in sposobnostjo.